# 駐科索沃外交機構列表

在科索沃设有外交机构的国家一览
科索沃
在科索沃有大使馆
在科索沃有其他外交机构或非常任大使

駐科索沃外交機構列表是各国驻科索沃的大使馆或领事馆列表。2008年，科索沃宣布脱离塞尔维亚独立，至2020年9月，科索沃已經獲得98個聯合國會員國，以及中華民國、馬爾他騎士團、紐埃、庫克群島的外交承認，且與89個国家或政治实体保持外交關係。其中，部分国家在科索沃开设了大使馆或领事馆，此外，一些不承认科索沃独立的国家，也在科索沃设有联络办公室等外交机构。

## 大使馆

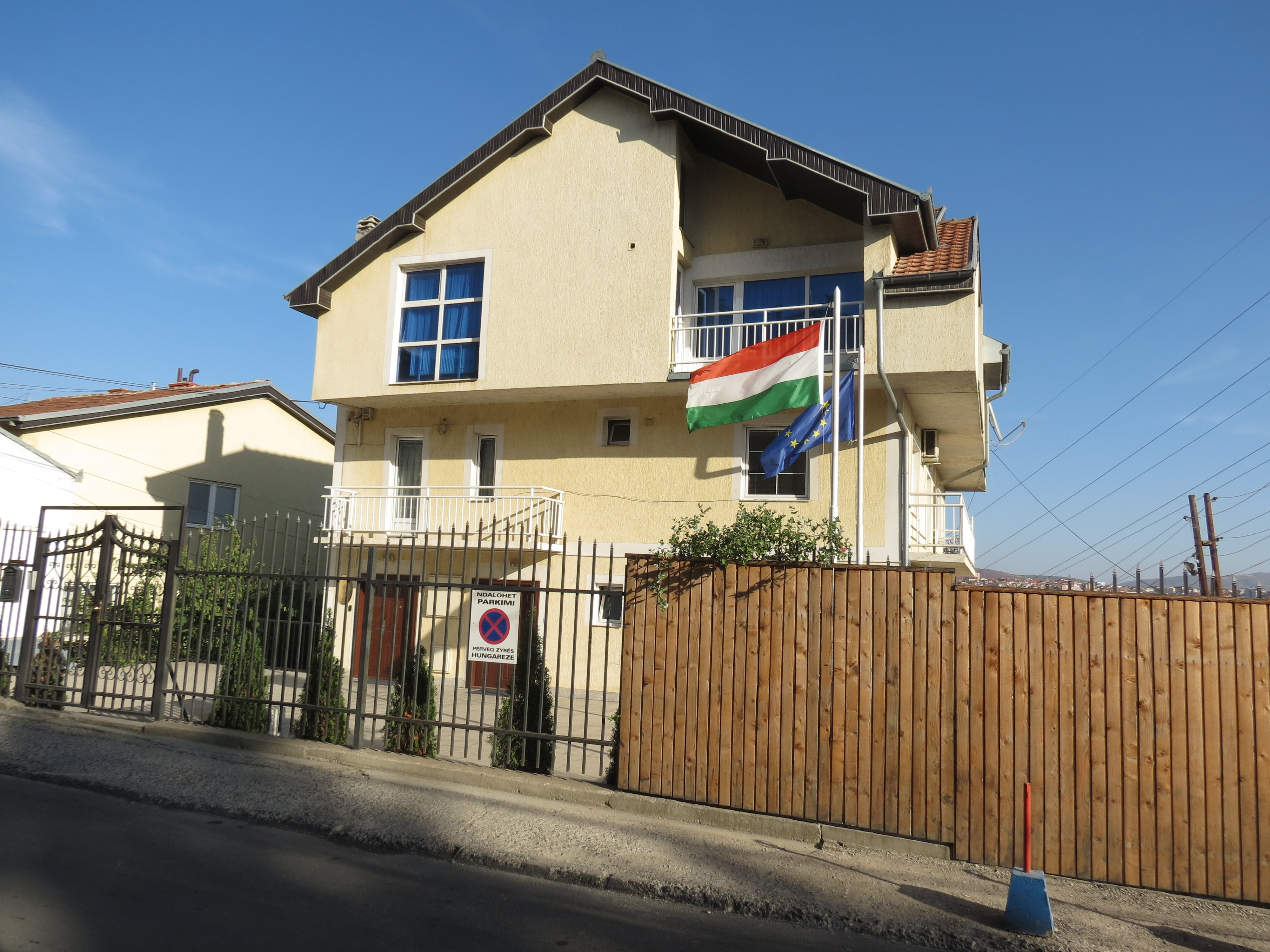
匈牙利驻科索沃大使馆

- 阿尔巴尼亚
- 奥地利
- 保加利亚[1]
- [2]
- 捷克[3]
- 芬兰[4]
- 法國（详情（法语：Ambassade de France au Kosovo））
- 德国[5]
- 匈牙利
- 以色列[6]
- 義大利
- 日本（详情（日语：在コソボ日本国大使館））[7]
- 盧森堡[8]
- 蒙特內哥羅[9]
- 荷蘭[10]
- 北馬其頓[11]
- 挪威[12]
- 斯洛維尼亞[13]
- 瑞典
- 瑞士
- 土耳其
- 英国[14]
- 美国[15]

## 位于普里什蒂纳的其他外交机构
- 比利时（联络办公室）[16]

以下国家或政治实体不承认科索沃为独立国家，但是在普里什蒂纳设有联络办公室。
- 中华人民共和国（詳情）
- 欧盟
- 希腊[17][18]
- 羅馬尼亞[19]
- 俄羅斯
- 斯洛伐克[20]

## 总领事馆
普里兹伦
- 土耳其[21]

## 位于科索沃境外的外交机构
- （维也纳）[22]
- （柏林）[23]
- 加拿大 （萨格勒布）[24]
- 哥伦比亚（维也纳）[25]
- 爱沙尼亚 （维也纳）[26]
- （布鲁塞尔）[27][28]
- 爱尔兰 （布达佩斯）[29]
- 科威特（地拉那）[30]
- 拉脫維亞 （布拉格）[31]
- 马来西亚 （罗马）[32]
- 馬爾他 （瓦莱塔）[33]
- 毛里塔尼亚（罗马）[34]
- 巴基斯坦（安卡拉）[35]
- 葡萄牙 （布达佩斯）[36]
- （地拉那）[37]
- 圣马力诺 （圣马力诺）[38]
- 沙烏地阿拉伯 （地拉那）[39]
- (维也纳)
- 泰國 （布达佩斯）[40]
- 阿联酋 （波德戈里察）[41]